# Титарівна
«Титарівна» — поема Тараса Шевченка, написана 1848 року на Косаралі.

## Сюжет
Збереглося кілька чистових автографів поеми: уривок в альбомі Шевченка 1846 — 1850 року і у «Малій книжці». Автографи не датовані.
Поема датується за місцем автографа у «Малій книжці» серед творів 1848 року та часом зимівлі Аральської описової експедиції 1848 року на Косаралі, орієнтовно: кінець вересня — грудень 1848 року, місце написання — Косарал.
Автограф уривка в альбомі Шевченка 1846 — 1850 років починається рядками, відсутніми в «Малій книжці»:
Повій, вітре, понад яром
Та нажени чорну хмару
Очевидно, ці слова мали звучати з уст героя як пісня. В остаточній редакції рядок 193 звучить: «А сам пішов, співаючи». Пісня має всього шість рядків, написана в дусі народної. Далі йде текст, який у «Малій книжці» починається рядком 197: «У неділеньку раненько». Всього уривок має 17 рядків.
Після повернення Аральської описової експедиції до Оренбурга, орієнтовно наприкінці 1849-го (не раніше 1 листопада) або на початку 1850 року (не пізніше дня арешту поета — 23 квітня), Шевченко переписав поему з невідомого автографа до «Малої книжки» (під № 12 зшитка за 1848 рік). Під цим же номером раніше записано поезію «І досі сниться під горою...». Початок твору записано на останній сторінці зшитка за 1850 рік. Можливо, початок твору і назву «Титарівна» (рядки 1 — 9) записано значно пізніше, уже в Оренбурзі. Заголовок до основної частини (починаючи з десятого рядка) дописано пізніше, дещо праворуч угорі. До «Більшої книжки» не переписано.

## Публікація
Вперше поему надруковано за «Малою книжкою» у виданнях: «Кобзарь Тараса Шевченка / Коштом Д. Е. Кожанчикова» (СПб., 1867, стор. 565 — 572) і «Поезії Тараса Шевченка» (Львів, 1867, том 2, стор. 190 — 196).

## Сюжет
«Титарівна» це реалістична поема на соціально-побутову тему. В ній є також риси балади. Поема відтворює трагічну історію кохання бідного хлопця, «байстрюка» Микити і гордої красуні, заможної титарівни. Сюжет «Титарівни» зумовлений соціально й психологічно. Образ Микити змальовано в дусі фольклорних мотивів про грішника-мандрівника, дітовбивцю, «сатану-чоловіка». У поемі сильним є народнопоетичний струмінь. Автор вплітає в тканину твору пісні танцювального й жартівливого характеру. Твір відзначається майстерною композицією (контрастна зміна настроїв, повторення картини танців, ритміко-психологічна завершеність окремих сцен тощо). Авторська позиція активно виявляється в поемі. Автор звертається до читачів, до героїні, осуджує жорстоку помсту Микити. Поема була значним етапом у поглибленні психологічного аналізу характерів у творчості Шевченка. Вона підносить ідею вірності й чесності в людських взаєминах, викликає протест проти соціальної нерівності. 

## У мистецтві
Твір ілюстрували художники К. Трутовський, О. Сластіон й інші. Сценічну переробку поеми здійснив М. Кропивницький.